# Пилл, Элисон
Элисон Элизабет Пилл (англ. Alison Elizabeth Pill; род. 27 ноября 1985, Торонто) — канадская актриса театра, телевидения и кино.

## Биография
Элисон Элизабет Пилл родилась 27 ноября 1985 года в Торонто, Канада. О родителях Элисон известно, что её отец финансист и родом из Эстонии. В детстве Элисон занималась балетом, но в возрасте 11 лет она (очевидно, при участии её матери) поняла, что шансов стать профессиональным танцором у неё нет. Потому Элисон Пилл поступила и окончила академию актёрского мастерства в Торонто (англ. Vaughan Road Academy). Вместе со своей матерью Пилл ездила по стране, и участвовала в различных канадских кино и теле постановках («Пси Фактор: Хроники паранормальных явлений», «Полтергейст: Наследие»), озвучивала мультфильмы («Рэдволл»).
В 2001 году Пилл снялась в фильме «Детям до 16» режиссёра Тамры Дэвис. После переезда в Нью-Йорк, Элисон смогла реализоваться на сцене Бродвейского театра.
В 2008 году фильм «Харви Милк», где Элисон Пилл исполнила роль Энн Кроненберг, был номинирован на премию «Оскар» (за лучший фильм) и премию Общества кинокритиков Феникса (англ. Phoenix Film Critics Society Award for Best Cast). В 2009 году журналом «Entertainment Weekly» за роль Эйприл в сериале «Лечение» Элисон была номинирована (лучшая актриса драматического сериала) на «Ewwy Award».
В 2010 году Пилл в роли Ким Пайн принимала участие в съёмках фильма «Скотт Пилигрим против всех» режиссёра Эдгара Райта, снятого по мотивам одноимённой серии комиксов Брайана Ли О’Мэлли. В 2011 году Элисон стала лауреатом премии «Джемини» в категории Лучшая игра второго плана в мини-сериале за роль в «Столпах Земли».
В 2015 году Пилл была приглашена на основную роль в сериал ABC «Семья», играя дочь Джоан Аллен.
С 24 мая 2015 года Элисон замужем за актёром Джошуа Леонардом. 19 ноября 2016 года у пары родилась девочка Уайлдер Грейс Леонард (англ. Wilder Grace Leonard).

## Театральные постановки
Наиболее известные театральные постановки с участием Элисон Пилл:
- «Против всех» (англ. None of the Above), 2003 год, Нью-Йорк.
- Небродвейская постановка[10] Нила Лабьюта (англ. Neil LaBute) «Расстояние отсюда» (англ. The Distance From Here), 2004 год. За выдающийся актёрский ансамбль (англ. Outstanding Play) Элисон Пилл стала лауреатом[11] премии «Драма Деск»[12].
- Небродвейская постановка[10] «Над горой» (англ. On The Mountain), 2005 год, за участие в которой Пилл была номинирована на премию им. Люсиль Лортел (англ. Lucille Lortel Awards)[13].
- В 2006 году Пилл дебютировала на Бродвее[14] в спектакле «Лейтенант с острова Инишмор» (англ. The Lieutenant of Inishmore), 2006 год (по пьесе Мартина Макдонаха). За роль Мейрид (англ. Mairead)[15] Элисон была номинирована на премию «Тони»[11] в категории Лучшая актриса второго плана в пьесе. 60-я церемония прошла 11 июня 2006 года в «Радио Сити Мюзик-холл», Нью-Йорк[16].
- Небродвейская постановка[10] Джо Мантелло (англ. Joe Mantello) на пьесу Дэвида Хароуэра (англ. David Harrower) «Дрозд» (англ. Blackbird), 2007 год. За роль Уны (англ. Una) в этом спектакле Элисон была номинирована на премию Внешнего Общества Критиков (англ. Outer Critics Circle Award) в 2007 году[17], премию «Drama League Awards» и премию им. Люсиль Лортел (англ. Lucille Lortel Awards) в 2008 году[18].
- Бродвейская постановка[14] «Маврикий» (англ. Mauritius) в Manhattan Theatre Club, 2007 год.
- Небродвейский спектакль[10] Нила Лабьюта «Причины быть хорошенькой» (англ. Reasons to be pretty), MCC Theatre (Нью-Йорк) в 2008 году[19].
- Бродвейский мюзикл[14] «Сотворившая чудо» (англ. The Miracle Worker), 2010 год[20].
- Пьеса Хлои Мосс (англ. Chloe Moss) «This Wide Night», 2010 год, театр Питера Шарпа (англ. Peter Jay Sharp Theatre)[21].

## Фильмография
| Год       |    | Русское название                           | Оригинальное название                    | Роль                                           |
| --------- | -- | ------------------------------------------ | ---------------------------------------- | ---------------------------------------------- |
| 1998      | с  | Пси Фактор: Хроники паранормальных явлений | Psi Factor: Chronicles of the Paranormal | Софи Шульман / Sophie Schulman                 |
| 1999—2003 | мс | Рэдволл                                    | Redwall                                  | Василика / Cornflower                          |
| 1999      | с  | Полтергейст: Наследие                      | Poltergeist: The Legacy                  | Пэйдж / Paige                                  |
| 2001      | с  | Акушерки                                   | Midwives                                 | Констанс Дэнфорт / Constance 'Connie' Danforth |
| 2000      | ф  | Детям до 16                                | Skipped Parts                            | Чакетта Моррис / Chuckette Morris              |
| 2000      | ф  | Другой я                                   | The Other Me                             | Алана Браунинг / Allana Browning               |
| 2001      | ф  | Чему учатся девочки                        | What Girls Learn                         | Тильден / Tilden                               |
| 2002      | ф  | Идеальный пирог                            | Perfect Pie                              | Мэри / Marie                                   |
| 2003      | ф  | Праздник Эйприл                            | Pieces of April                          | Бет Бёрнс / Beth Burns                         |
| 2004      | ф  | Звезда сцены                               | Confessions of a Teenage Drama Queen     | Элла Джерард / Ella Gerard                     |
| 2005      | ф  | Дорогая Венди                              | Dear Wendy                               | Сьюзен / Susan                                 |
| 2006      | с  | Книга Даниэля                              | The Book of Daniel                       | Грейс Вебстер / Grace Webster                  |
| 2006      | с  | Закон и порядок: Преступное намерение      | Law & Order: Criminal Intent             | Лиза Рэмси / Lisa Ramsey                       |
| 2007      | ф  | Влюбиться в невесту брата                  | Dan in Real Life                         | Джейн Бёрнс / Jane Burns                       |
| 2008      | ф  | Харви Милк                                 | Milk                                     | Энн Кроненберг / Anne Kronenberg               |
| 2008      | с  | C.S.I.: Место преступления                 | CSI: Crime Scene Investigation           | Келси Левин / Kelsey Levin                     |
| 2009      | с  | Лечение                                    | In Treatment                             | Эйприл / April                                 |
| 2010      | ф  | Скотт Пилигрим против всех                 | Scott Pilgrim vs. the World              | Ким Пайн / Kimberly Pine                       |
| 2010      | с  | Столпы Земли                               | The Pillars of the Earth                 | Принцесса Мод / Princess Maude                 |
| 2011      | ф  | Полночь в Париже                           | Midnight in Paris                        | Зельда Фицджеральд / Zelda Fitzgerald          |
| 2011      | ф  | Вышибала                                   | Goon                                     | Ева / Eva                                      |
| 2012—2014 | с  | Новости                                    | The Newsroom                             | Мэгги Джордан / Maggie Jordan                  |
| 2012      | ф  | Римские приключения                        | To Rome With Love                        | Хейли / Hayley                                 |
| 2013      | ф  | Сквозь снег                                | Snowpiercer                              | Учительница / Pregnant Teacher                 |
| 2014      | ф  | Кутис                                      | Cooties                                  | Люси Маккормик / Lucy McCormick                |
| 2016      | с  | Семья                                      | The Family                               | Уилла Уоррен / Willa Warren                    |
| 2016      | ф  | В фокусе                                   | Zoom                                     | Эмма Бойлс / Emma Boyles                       |
| 2016      | ф  | Да здравствует Цезарь!                     | Hail, Caesar!                            | Миссис Мэнникс / Mrs. Mannix                   |
| 2016      | ф  | Опасная игра Слоун                         | Miss Sloane                              | Джейн Маллой / Jane Molloy                     |
| 2017      | ф  | Вышибала: Эпический замес                  | Goon: Last of the Enforcers              | Ева Глатт / Eva Glatt                          |
| 2017      | с  | Американская история ужасов: Культ         | American Horror Story: Cult              | Айви Мэйфэр-Ричардс / Ivy Mayfair-Richards     |
| 2018      | ф  | Власть                                     | Vice                                     | Мэри Чейни / Mary Cheney                       |
| 2019      | с  | Разрабы                                    | Devs                                     | Кэти                                           |
| 2020      | с  | Звёздный путь: Пикар                       | Star Trek: Picard                        | Агнес Юрати / Королева Борг                    |
| 2021      | с  | Они                                        | Them                                     | Элизабет (Бэтти) Уэнделл                       |